# U-89号潜艇 (1916年)
陛下之89号潜艇是德意志帝国海军建造的一艘中型潜艇或称U艇。它由但泽的帝国船厂承建，于1916年10月6日下水，至1917年6月21日交付使用。U-89号是在第一次世界大战期间服役的329艘德国潜艇之一，曾参加过大西洋潜艇战。在其三次巡逻中，共击沉协约国或中立国的4艘商船，容积总吨为8496吨。1918年2月12日，U-89号在爱尔兰岛的马林角附近遭英国装甲巡洋舰罗克斯堡号撞沉，艇内官兵全数阵亡。

## 设计
第一次世界大战爆发后，为了满足潜艇破交战的作战需求，德意志帝国海军潜艇局（U-Boot-Inspektion）在U-43号（战时动员型）的基础上，研发出了一种技术上更为成熟的中型双壳体远洋潜艇。其排水量适中、性能均衡，非常适合北海和英国周边海域的作战环境。海军为此共计批出34艘订单，战术编号使用U-81至U-114号。实战证明，这一系列的潜艇具有出色的航海能力和稳定的耐用性，它们的许多布置也对后世IX級潛艇和国外一些潜艇的设计产生了影响。
U-89号是由但泽帝国船厂承建的U-87至U-92号批次的三号艇。与基尔生产的批次（U-81至U-86号）相比，其排水量、尺寸、吃水和航速均有所缩减，但在续航里程、鱼雷载弹量和船员编制等方面则略为提高。该艇的水上和水下排水量分别为757吨和998吨。其全长65.80米；舷宽6.20米，当中的耐压壳体宽为4.18米；有3.88米的吃水深度。艇只搭载有可在水上使用的两台猛狮六缸四冲程柴油发动机，总功率为2,400匹公制馬力（1,765千瓦特）；以及可在水下使用的西门子-舒克特双电动发电机，总功率为1,200匹公制馬力（883千瓦特）。这些发动机用以驱动双轴、每根轴各一个的直径1.66米长螺旋桨。它的潜航深度为50米。
U-89号在水上的最高速度达15.6節（28.9每小時），在水下的最高航速则为8.6節（15.9每小時）。它可以8節（15每小時）的速度在水上巡航11,380海里（21,080），或以5節（9.3每小時）的速度在水下巡航56海里（104）。该艇装备了四具直径为500毫米的鱼雷发射管，其中艏、艉各两具，并可携带16枚鱼雷；作为辅助武器的甲板炮则是一门88毫米30倍径速射炮和一门105毫米45倍径速射炮。其标准船员编制为4名军官及32名水兵。

## 历史
U-89号是由德意志帝国海军作为F项战时订单（Kriegsauftrag F）的一部分，于1915年6月23日向但泽的帝国船厂订购，建造编号为33。艇只于1916年10月6日下水，至1917年6月21日在首任艇长、海军上尉奥古斯特·米登贝格尔的指挥下正式交付使用。在米登贝格尔之后，威廉·鲍克上尉（1918年1月16日－2月12日）也曾担任U-89号指挥官。完成海试后，U-89号自1917年9月上旬起被编入分驻埃姆登和威廉港的第三潜艇区舰队服役，并在短暂的役期内一直隶属于该部队。
第一次世界大战期间，U-89号在北大西洋完成了三次巡逻；共击沉4艘（8496总吨）、击伤1艘（324总吨）协约国或中立国商船。其中，被U-89号击沉的最大型船舶是容积总吨为3667吨的葡萄牙货轮美景号（Boa Vista），它在从波尔多前往加的夫的途中，于1917年12月21日在约岛西南约5海里（9.3）处被U-89号发射的鱼雷击沉，造成2人丧生。
1918年2月13日夜晚，当U-89号的船员试图在北海海峡附近伏击护航船队时，他们被英国皇家海军的罗克斯堡号所察觉。
这艘装甲巡洋舰在200米外看到了德国潜艇，并立即加速实施冲撞，就此撞裂了潜艇的耐压壳体。之后，罗克斯堡号全速倒车，继而第二次撞中了正在下潜的U-89号。U-89号在大约55°38′N 7°32′W / 55.633°N 7.533°W的方位沉没，连同艇内全部43名官兵一起葬身大海。

## 袭击历史摘要
| 日期           | 船名           | 船籍   | 吨位 （容积总吨） | 结局 |
| -------------- | -------------- | ------ | ----------------- | ---- |
| 1917年10月2日  | 特拉法里亚号   | 葡萄牙 | 1744              | 击沉 |
| 1917年10月3日  | 布兰太尔男爵号 | 英国   | 1844              | 击沉 |
| 1917年10月6日  | 维多琳号       | 法國   | 1241              | 击沉 |
| 1917年12月12日 | 阿沃尔女王号   | 法國   | 324               | 击伤 |
| 1917年12月21日 | 美景号         | 葡萄牙 | 3667              | 击沉 |

## 脚注
1. 1 2  Helgason, Guðmundur. . German and Austrian U-boats of World War I - Kaiserliche Marine - Uboat.net.   [2021-11-23].
2. ↑  Gröner 1991，第12-14頁.
3. 1 2  Helgason, Guðmundur. . German and Austrian U-boats of World War I - Kaiserliche Marine - Uboat.net.   [2015-01-21].
4. 1 2  Helgason, Guðmundur. . German and Austrian U-boats of World War I - Kaiserliche Marine - Uboat.net.   [2015-01-21].
5. ↑  陈进，第71頁.
6. ↑  Herzog，第50頁.
7. ↑  Helgason, Guðmundur. . German and Austrian U-boats of World War I - Kaiserliche Marine - Uboat.net.   [2015-01-21].
8. ↑  Herzog，第48頁.
9. 1 2  Gröner 1991，第12–14頁.
10. ↑  Herzog，第139頁.
11. ↑  Herzog，第123頁.
12. ↑  Herzog，第68頁.
13. ↑  Helgason, Guðmundur. . German and Austrian U-boats of World War I - Kaiserliche Marine - Uboat.net.   [2021-11-23].
14. ↑  Herzog，第91頁.
15. ↑  Kemp，第44頁.
16. ↑  Helgason, Guðmundur. . German and Austrian U-boats of World War I - Kaiserliche Marine - Uboat.net.   [2015-01-21].